# Rémilly (Moselle)
Rémilly je francouzská obec v departementu Moselle v regionu Grand Est. Žije zde přibližně 2 100 obyvatel.

## Geografie

### Sousední obce
| Růžice kompasu | Lemud      | Ancerville | Voimhaut Vittoncourt    | Růžice kompasu |
| Růžice kompasu | Aube       | Sever      | Adaincourt Han-sur-Nied | Růžice kompasu |
| Růžice kompasu | Aube       | Rémilly    | Adaincourt Han-sur-Nied | Růžice kompasu |
| Růžice kompasu | Aube       | Jih        | Adaincourt Han-sur-Nied | Růžice kompasu |
| Růžice kompasu | Beux Luppy | Béchy      | Saint-Epvre Flocourt    | Růžice kompasu |